# Dépendance à Internet
 Mise en garde médicale
La dépendance à Internet (également nommée cyberdépendance, cyberaddiction, netaholisme, usage problématique d'Internet ou trouble de dépendance à Internet) est un trouble psychique caractérisé par un besoin excessif, obsessionnel et interférant sur la vie quotidienne d'utiliser un ordinateur.

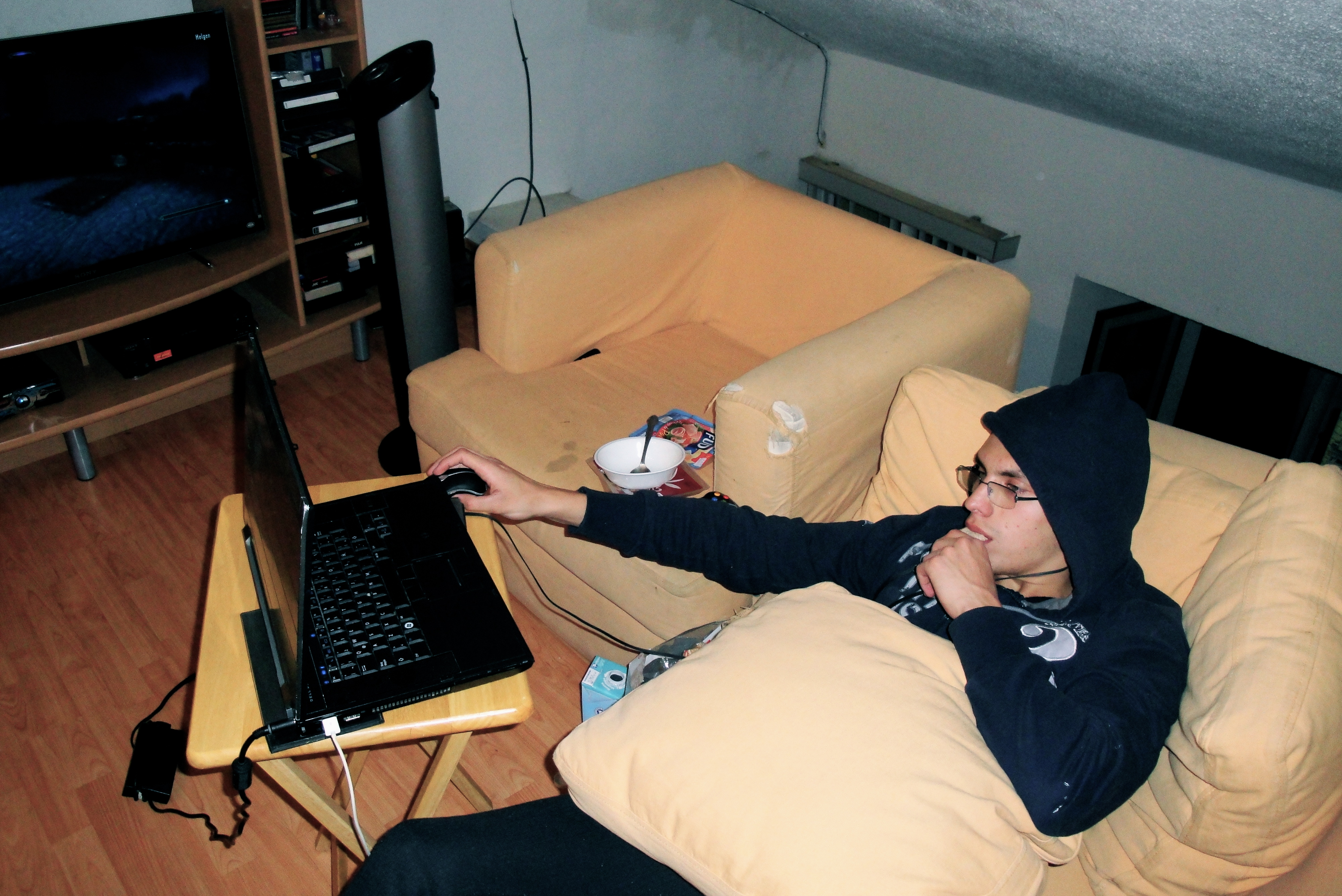
La dépendance à Internet pourrait être un sous-ensemble de formes plus larges de dépendance à la technologie.

Le fait que la dépendance à Internet doive être considérée comme pathologique fait débat dans la communauté médicale. Elle n'est d'ailleurs pas reconnue comme telle dans le DSM-5, dernière édition 2013 du manuel diagnostique et statistique des troubles mentaux, ni par la CIM-11 de l’OMS.

## Contexte historique
En 1996 se tient le premier centre qui propose un traitement contre la dépendance à Internet par le Dr Kimberly Young.
Dès le début des années 2000, il y avait des questionnements sur l'usage de l'internet. Comment la future génération allait-elle réagir face à cette évolution de l'activité virtuelle? Allait-elle être plus intéressée à l'actualité, mieux informée ou encore cyberdépendante? Toutefois, à l'époque, internet restait pour tout le monde un moyen de divertissement et non, comme aujourd'hui, un outil de travail. Malgré tout, les psychologues avaient prédit une grande croissance de l'usage de l'internet, à cause du  grand intérêt des gens envers les médias.
De nos jours, l'internet est très présente dans la majorité des vies de la population entière et certains psychologues décrivent cette utilisation comme un vrai problème. Cette dépendance a plusieurs répercussions psychologiques et sociales sur une personne lorsque celle-ci perd le contrôle de son utilisation.

## Approches

### Forme d'addiction sans drogue
Otto Fenichel (1897-1946) a été le premier à soulever la question des « toxicomanies sans drogues », i.e. de l'addiction comportementale. Dans les années 1970, l'OMS proposait une première définition internationale de l'addiction basée sur une obligation comportementale (agir par besoin et non plus par plaisir), une perte de contrôle, un syndrome de sevrage et l'existence de rechutes.
Actuellement, l'addiction est définie comme une conduite régulière et durable en dépit de ses conséquences dommageables. Des critères de définition de l'addiction sont proposés par la classification internationale DSM-5. Les quatre principaux sont :
- Un besoin irrépressible de réaliser le comportement.
- Une fréquence excessive, croissante, non contrôlée du comportement au détriment d'autres activités.
- La poursuite du comportement malgré ses conséquences dommageables.
- L'augmentation de la fréquence du comportement pour ressentir les mêmes effets psychologiques.

En 1996, la psychologue américaine Kimberly Young (en) est la première à parler d'addiction à Internet, lors d'un colloque de l’American Psychological Association (APA) à Toronto (Canada). La même année, elle ouvre aussi le premier centre spécialisé dans le traitement de ce trouble. En 2018, plus de deux mille publications ont été consacrées sur ce sujet controversé.
Certains auteurs préfèrent le concept de dépendance, beaucoup plus large, à celui d'addiction, mais sans atteindre un consensus sur la définition d'une dépendance à Internet.
Le rattachement à la catégorie des "impulse control disorders" émerge actuellement, qu'on peut traduire par trouble du contrôle des impulsions.

### Absence de consensus
La notion de dépendance à l’Internet continue de faire l’objet d’une controverse dans le monde médical ,,.
Selon le psychologue américain Ivan K. Goldberg, la dépendance à Internet est un symptôme et non un trouble à proprement parler. La dépendance aux jeux d'argent lui sert de base pour sa description de l'hypothétique dépendance à Internet. « la dépendance à Internet peut déterminer la négation ou l’évitement d’autres problèmes de la vie courante ». Il considère que la conduite addictive traduit une immaturité socio-affective qui entrave la construction d'une identité psychosociale véritable, solide. La difficulté est amplifiée par un sentiment de non-valeur personnelle et de non-reconnaissance.
Pour Marc Valleur, Médecin-chef au Centre Marmottan à Paris, la cyber-addiction n'est pas à proprement parler une maladie, mais peut être analysée avec les mêmes approches que celles utilisées pour les dépendances aux drogues, à l'alcool ou au tabac. Il considère que toute personne qui souhaite réduire ou cesser une conduite et qui n'y parvient pas est dépendante : « Ces addictions au Net existent puisque nous avons des patients qui viennent consulter pour s'en débarrasser ».
D'après Romain Cally, « sur le web, la compulsion apparaît lorsque l'internaute ne juge plus son comportement normal, mais ne peut pour autant éviter de se connecter. Si l'individu ne faisait pas cette action, son anxiété en deviendrait difficilement soutenable, voire insupportable. » Internet semble remplir différentes fonctions psychologiques pour l'internaute, tels qu'une échappatoire à une réalité peu supportable ou encore un exutoire à des pulsions impossibles à assouvir dans la réalité.
Parmi des spécialistes du monde entier, le professeur Dimitri Christiakis, éditeur de la JAMA Pediatrics la décrit (en ce qui concerne toutes les dépendances numériques); « sans être officiellement codifiée dans un cadre psychopathologique, (elle) grandit en fréquence dans la conscience publique en tant que condition potentiellement problématique avec de nombreux parallèles, aux troubles existants et reconnus », et il pourrait s'agir d'une « épidémie du XXIe siècle ». Il déclare également que « nous sommes en quelque sorte dans une expérience incontrôlée pour la prochaine génération d'enfants ».
Des auteurs affirment qu'il faut considérer internet comme le média vers une addiction comportementale qu'il s'agit de préciser, et non comme l'objet d'addiction en soi. Ainsi faudrait-il par exemple différencier addiction aux jeux vidéo, addiction aux contenus pornographiques, addiction aux jeux d'argent en ligne.
Le lien entre comportements pathologiques et processus neurobiologiques associés à l’addiction fait également débat, comme pour toutes les addictions sans substance. Le système de récompense aléatoire majorerait la dépendance en particulier aux jeux vidéo aux écrans, conceptualisé par Bruno Patino dans son petit traité du marché de l'attention, ainsi, ce serait lorsque certains sites ou certaines applications internet sont conçus comme des jeux que pourrait s’installer une « dépendance à l’Internet » (avec des guillemets car l’Internet en lui-même ne serait pas directement en cause).

### Causes et conséquences
Les causes de la cyberdépendance remontent à plusieurs années lorsque l'évolution technologique ne faisait que commencer. La jeune génération de l'époque était intéressée à en apprendre plus, avoir de l'information sur internet. Ils étaient curieux d'en savoir plus. De plus, il y a un sentiment d'appartenance qui se construit lorsqu'on parle sur le web avec d'autres personnes, sentiment que certains n'ont pas en dehors de l'internet.
Les conséquences de la dépendance à internet peuvent être abordés sous les angles biologiques, psychologiques et sociaux.
Les conséquences biologiques sont en lien aux habitudes alimentaires et au style de vie développés par les personnes dépendantes. Les individus restent de longues heures immobiles, ils peuvent développer des maux de dos et une fatigue extrême. Ils vont se nourrir de repas peu structurés et de collations pas nécessairement nutritives. Ils peuvent aussi réduire leur temps de sommeil pour rester devant leur écran.
Les conséquences psychologiques tiennent à une perte du contrôle de soi et un accroissement de l'impulsivité. Ils deviennent agressifs.
Les conséquences sociales sont axées sur les relations sociales, familiales, conjugales, professionnelles et financières. Il y a aussi une baisse de motivation, de concentration, de productivité et d'assiduité chez les dépendants. Il y a des risques de solitude.

### Médicalisation
La médicalisation des conduites de dépendance à Internet est aussi un enjeu social et économique. Des chercheurs et cliniciens demandent d'inscrire cette affection dans la classification internationale des maladies, pour la soigner en tant que telle, et mieux faire reconnaître et prendre en compte la souffrance des patients.
C'est un marché potentiel considérable pour l'industrie pharmaceutiques, sachant que des médicaments contre les envies irrépressibles commencent à émerger. Selon Marc Valleur, de simples psychothérapies suffisent à guérir les dépendants du net, mais là aussi il existe un marché. En 2013, aux États-Unis, la cure de désintoxication numérique est couramment facturée plus de 14 000 $ US.

## Discussions en cours
Un débat est en cours dans la communauté scientifique sur la place à accorder aux problèmes liés à une utilisation excessive des nouvelles technologies, l'Internet en général, et le jeu vidéo en ligne en particulier. Il s'agit de savoir si les problèmes de santé qui en découlent doivent être catégorisés et inclus dans la classification des troubles mentaux.
Selon le DSM-V, édition 2013 du manuel diagnostique et statistique des troubles mentaux (DSM), le trouble d'usage excessif du jeu vidéo IGD (Internet Gaming Disorder) a été inclus comme une condition nécessitant des études complémentaires ; alors que l'addiction à Internet en général a été écartée.
Lors des discussions préparatoires de cette  édition, l'Association médicale américaine (AMA) avait déconseillé, dès 2006, d'inclure la dépendance à Internet comme diagnostic formel dans le futur DSM-V. Selon l'Association Américaine de Psychologie (APA), les données de qualité restent insuffisantes pour soutenir l'inclusion de l'addiction à Internet, tandis que la prudence s'impose en ce qui concerne alors l'addiction au jeu vidéo.
Les données de la littérature suggèrent que le jeu vidéo en ligne (IGD) constitue une forme distincte de l'utilisation générale d'Internet, avec en cas d'utilisation excessive, des problèmes particuliers. Notamment le fait que l'IGD est associé à des facteurs de risques particuliers : il concerne surtout les garçons, avec une utilisation plus souvent compulsive.
Cette littérature scientifique sur l'IGD et l'addiction à Internet est toutefois entachée de problèmes méthodologiques : il n'y a pas de consensus sur les définitions et sur les moyens de mesure (absence de cohérence) pour les études épidémiologiques aussi bien que thérapeutiques.
Cependant, de nombreux usagers cherchent une aide professionnelle à leurs problèmes, et dans quelques pays, il existe des centres de psychiatrie dédiés au traitement de l'addiction à Internet.
En 2017, et ce depuis une dizaine d'années, l'approche des troubles liés à l'addiction Internet suscite des travaux croissants dans ce domaine de recherches. De nouvelles études sont nécessaires sur l'épidémiologie, les causes, les facteurs de risques, et les conséquences de santé de l'addiction à Internet, comme au jeu vidéo.
En 2018, l'OMS a inclus dans la nouvelle Classification Internationale des maladies (CIM-11), sous le code 6C51 (dans la catégorie des troubles liées à l'utilisation ou l'addiction à des substances ou des comportements), un trouble du jeu vidéo ou « jeu digital » (en ligne ou hors ligne) qui se définit ainsi, :

« Un comportement persistant et répétitif d'utilisation avec 1) une perte de contrôle sur le jeu (survenue, fréquence, intensité, durée, arrêt, contexte), 2) Une priorité accrue accordée au jeu, au point que celui-ci prenne le pas sur d’autres centres d’intérêt et activités quotidiennes, 3) La poursuite ou la pratique croissante du jeu en dépit de répercussions dommageables.
Pour que ce trouble soit diagnostiqué en tant que tel, le comportement doit être d’une sévérité suffisante pour entraîner une altération non négligeable des activités personnelles, familiales, sociales, éducatives, professionnelles ou d’autres domaines importants du fonctionnement. Ce comportement peut être continu, épisodique, ou répétitif et se manifester clairement sur une période d’au moins 12 mois. Cette durée peut être raccourcie si tous les critères de diagnostic sont présents avec gravité des symptômes. »

Cette nouvelle classification CIM-11 sera soumise à la 72e assemblée de l'OMS en mai 2019, et en cas d'adoption, les États membres pourront commencer à l'appliquer au 1er janvier 2022[Passage à actualiser].

## Données épidémiologiques
Selon les différentes études épidémiologiques publiées dans le monde, la prévalence des dépendants parmi les utilisateurs d'internet varie de 1% à plus de 35% (notamment en Asie). Ces différences s'expliquent principalement par le fait que ces recherches ne s'appuient pas sur les mêmes définitions.
Les psychiatres américains et allemands observent une forte fréquence : le Berliner Zeitung avance le chiffre d’un million de dépendants pour l'Allemagne[réf. souhaitée].
En France, la pratique quotidienne d'internet chez les adolescents de 16 ans en France était de 23 % en 2003 et de 83 % en 2015, avec, pour certains, un temps de connexion de 5 à 6 heures par jour.
Selon un communiqué de l'Académie nationale de médecine, publié en mars 2012, le qualificatif d'addiction à Internet pour des adolescents est inapproprié et stigmatisant. Derrière une pratique excessive, le plus souvent transitoire, il existerait plutôt un problème éducatif. De fait, en France, comme aux Pays-Bas, des auteurs considèrent que devant une cyberdépendance de l'adolescent, ce sont les parents qu'il faut prendre en charge (problème d'autorité parentale),.
Parmi les dépendants, deux groupes sont distingués. Il y a ceux qui sont dépendants à des contenus spécifiques, comme les jeux d'argent en ligne, les achats en ligne, ou le cybersexe, de façon compulsive. Ici, Internet ne fait que favoriser des conduites et dépendances déjà existantes, comme le jeu pathologique (jeu d'argent), l'oniomanie (achat compulsif), etc.
Le second groupe rassemble les personnes dépendantes de l'outil Internet, sans lequel la conduite ne pourrait pas exister, comme les jeux en réseaux, le réseautage social en ligne et toutes les formes de communication immédiate (courriel, chat, blog, etc.).

## Données cliniques
Certaines recherches considèrent que la cyberaddiction correspondrait à une utilisation inadaptée et disproportionnée d'Internet, sur une période d'au moins 12 mois. Cela se traduirait par  : 
- Une augmentation progressive du temps passé en connexion afin de toujours obtenir la même satisfaction. L'utilisation d'Internet est plus longue et plus fréquente que ce qui était prévu.
- Un désir ou une volonté de diminuer, contrôler, arrêter la conduite, mais toujours sans succès.
- Pertes de temps avec réduction ou abandon des activités familiales, quotidiennes, sociales et récréatives.
- Un syndrome de sevrage à l'arrêt ou à la diminution de l'usage d'Internet : agitation, irritabilité, angoisse, troubles du sommeil et de l'humeur.

Ces critères diagnostics ne permettent pas de qualifier, ou non, un utilisateur d'Internet comme étant dépendant à cet outil, puisque la dépendance à Internet n'est pas reconnue comme un trouble psychologique distinct. Cependant, de nombreuses recherches internationales se sont intéressées aux effets potentiels que l'utilisation problématique d'Internet pourrait avoir sur les jeunes. L'utilisation problématique d'Internet pourrait donc avoir des effets notables sur la santé biologique, psychologique et sociale des individus.

### Effets sur les jeunes (12 à 30 ans)

#### Effets biologiques
Le syndrome du canal carpien est une douleur ressentie au niveau du poignet à la compression du nerf médian, peut apparaître chez les jeunes avec une utilisation problématique d’Internet dû au nombre d’heures à utiliser un clavier et une souris. Les poignets font des mouvements latéraux tout au long de l’utilisation de l’ordinateur et les poignets sont longuement dans la même position, ce qui peut occasionner de l’inconfort ou de la douleur.  
Les jeunes avec un problème de dépendance à Internet négligent la durée de sommeil recommandée, c’est-à-dire au moins 7 heures de sommeil par nuit, mais aussi la qualité de leur sommeil. Les personnes ayant un problème de dépendance au monde virtuel restent éveillées et réduisent leurs heures de sommeil pour prioriser leur besoin de rester devant leur écran. La lumière bleue émise par les écrans joue aussi un rôle dans les troubles du sommeil des jeunes : elle simule la lumière naturelle matinale et elle inhibe la production de mélatonine, donc elle retarde et rend difficile l’endormissement. De plus, elle est responsable de certains maux de tête et certaines migraines chroniques.
L'alimentation est une catégorie qui est beaucoup touchée par l’utilisation problématique d’Internet chez les jeunes. Les cyberdépendants mangent de plus petits repas et ont moins d’appétit. Afin de combler leur envie de rester devant un écran, ils n’hésitent pas sauter des repas ou suivre un régime constitué uniquement de collations. Les groupes alimentaires des produits laitiers, des viandes et substituts et des fruits et légumes sont les catégories les plus touchées.
Lorsque les jeunes sont assis devant l’ordinateur durant une longue période de temps, le nombre de clignements des yeux diminue significativement, ce qui a pour effet d’assécher les yeux et causer de la sécheresse oculaire. De plus, le fait de rester inactif pendant de longues périodes peut causer un manque d’exercice physique, des tensions au niveau du dos, de la fatigue visuelle et d’autres conséquences visibles plus tard dans le développement du jeune.
Afin d’éviter les conséquences négatives que pourrait occasionner le problème de la dépendance à Internet, trois aspects de la vie quotidienne peuvent être modifiés pour prévenir, traiter ou guérir des effets cités plus tôt :
- Activité physique : Selon l’Organisation mondiale de la santé, il est recommandé de faire 2 heures et demie d’activité physique pour les moins de 5 ans, peu importe le type et l’intensité. Pour les personnes âgées entre 5 et 17 ans, il est recommandé une activité physique modérée à intense d’une durée d’une heure par jour. Les adultes de plus de 18 ans devraient faire une activité physique modérée d’au moins 150 minutes ou une activité intense d’au moins 75 minutes au cours de la semaine[35].

- Sommeil : Le Gouvernement du Canada suggère, chez les adultes de 18 à 64 ans, entre 7 et 9 heures de sommeil par nuit. Pour les personnes âgées de 65 ans et plus, il recommande une durée de sommeil entre 7 et 8 heures par nuit[36].

- Alimentation : L’Organisation mondiale de la santé recommande d’avoir une alimentation variée comprenant des fruits et des légumes, de consommer moins de sel, de consommer peu de matières grasses et d’huile, de limiter la consommation de sucre, de boire assez d’eau et d’éviter de consommer de l’alcool de façon dangereuse et nocive[37].

#### Effets psychologiques
Un usage modéré d'Internet a des effets bénéfiques sur le plan cognitif et psychologique. Cela peut faciliter de nouveaux apprentissages, des compétences psychosociales, la créativité et l'affirmation de soi. Par contre, l'utilisation problématique d'Internet est également à la base du déclin du bien-être psychologique que l'on observe présentement chez les jeunes de la génération qui a grandi avec cet outil. De nombreux phénomènes relevés par différents chercheurs expliquent cette diminution du bonheur.
L'autopromotion, c'est-à-dire le phénomène par lequel les utilisateurs d'Internet ont tendance à présenter le meilleur de leurs propres vies sur leurs profils numériques, pourrait influencer négativement la perception que les jeunes ont de leur existence. En n'ayant accès qu'aux éléments positifs de la vie de leur entourage via les profils numériques des membres de celle-ci, les jeunes s'imaginent que la vie d'autrui est remplie de positif. Les jeunes sont moins satisfaits de leur propre vie, puisqu'ils ont l'impression que les autres vivent plus de moments agréables qu'eux.
La diminution des interactions physiques causée par l'utilisation d'Internet a été identifiée comme un facteur favorisant le déclin du bien-être psychologique des jeunes. Ce phénomène favorise le sentiment de solitude et d'isolement chez les jeunes, ce qui mène à une diminution de leur bonheur général. La diminution des interactions physiques renforce également la perception négative que les jeunes ont de leur vie: puisqu'ils côtoient moins leur entourage dans la réalité, les jeunes se fient davantage aux profils numériques de leurs amis, faussement positifs, afin d’évaluer la qualité de la vie de ceux-ci. En croyant que la vie de leur entourage est palpitante, les individus sont nécessairement moins satisfaits de la leur.

#### Effets sociaux
L'utilisation problématique d'Internet a des répercussions sur l'activité scolaire, la vie de famille ou de couple, ou sur la vie socio-professionnelle. Les enfants et les adolescents peuvent ressentir des conséquences psychosociales, comme un désinvestissement scolaire, tout en étant exposés aux dangers de la cybercriminalité et des sites douteux.

#### Pour les tout-petits
Le Haut Conseil de la santé publique français a proposé des recommandations, issues de recherches et études scientifiques, de façon à protéger au mieux les enfants.
Pour les enfants de moins de 3 ans, il est conseillé de bannir, purement et simplement, les écrans.
Cette règle des 3-6-9-12 a été conseillée par le psychiatre Serge Tisseron pour baliser le rapport aux écrans, au fil de la croissance des enfants.

## Traits de personnalité associés
En 2018, les études portant sur l'association de la dépendance au jeu vidéo (IGD) avec d'autres troubles psychopathologiques paraissent montrer une corrélation nette avec des troubles dépressifs, des troubles anxieux, des troubles du déficit de l'attention avec hyperactivité, des troubles phobiques sociaux, et dans une moindre mesure avec des troubles obsessionnels-compulsifs.
Ces études, parfois avec résultats contradictoires, ne sont pas suffisantes pour comprendre la nature de ces associations. Par exemple, savoir si l'IGD est cause ou conséquence de ces troubles. Une troisième possibilité étant que des facteurs biologiques, psychologiques ou sociaux, rendent des sujets vulnérables à l'IGD et à ces troubles en même temps.
Les futures recherches pourraient s'orienter vers l'étude des types de personnalité, des types de jeu en rapport avec les troubles associés. Pour cela il est nécessaire d'obtenir un consensus sur les critères de diagnostic et d'évaluation psychométrique sur lesquels s'appuyer dans ces études.

## Tests de dépendance
Bien que la « cyberdépendance » soit apparue récemment, certains tests existent pour déterminer chez un individu si son comportement est obsessionnel et relève de la « cyberdépendance ». En l'absence de consensus chez les professionnels de santé, les résultats de ces tests doivent être considérés avec prudence.
Le test intitulé Internet stress scale du médecin américain Dr Mort Orman, a été publié en français dans la revue Toxibase en 2002.
L'Internet Addiction Test (IAT) de Kimberly Young (en) est un des premiers instruments pour l'évaluation de la dépendance à Internet. Des études ont montré que l'IAT couvre des caractéristiques clés d'une dépendance et que l'IAT est une méthode de mesure plutôt fiable. Le test mesure l'implication d'une personne dans son utilisation de l'ordinateur et classifie le niveau de dépendance en plusieurs catégories (de léger à sévère). L'IAT n'était pas validé lors de son développement, mais des études ont montré sa validité en anglais, italien et français.
Un autre test est le Chen Internet Addiction Scale, qui classifie le degré de dépendance à partir de 26 questions sur une Échelle de Likert à base de 4 points. Un score plus élevé indique une dépendance plus forte. Le test est adapté aux propriétés psychométriques des adolescents ainsi qu'aux propriétés psychométriques des adultes.
Le chercheur anglais Mark D. Griffiths (en) a identifié six critères qui caractérisent une dépendance à Internet. Ses conclusions sont basées sur le travail contemporain psychologique sur la dépendance aux médias sociaux. Les six critères sont: saillance, changement d'humeur, tolérance, symptômes de sevrage, conflits, rechute.
Le test de Griffiths est un outil d'évaluation ou d'auto-évaluation de l'addiction aux jeux vidéos en ligne, qui contient 7 questions avec réponses oui/non :
1. Je joue presque tous les jours.
2. souvent sur de longues périodes (3 à 4 heures).
3. Je joue pour l'excitation que j'en retire.
4. Je suis de mauvaise humeur quand je ne peux pas jouer.
5. Je délaisse les autres activités (sociales, sportives…).
6. Je joue au lieu de faire mes devoirs.
7. Je n'arrive pas à diminuer mon temps de jeu.

La réponse « oui » à plus de quatre questions indique une pratique excessive, avec de probables difficultés associées.
Le Service d’addictologie des hôpitaux universitaires de Genève propose un test en ligne basé sur le Compulsive Internet Use Scale (CIUS).

## Prévention et traitements

### Prise en charge médico-psychologique
En France, elle se fait principalement en ambulatoire, en consultation individuelle ou de groupe, par exemple dans des services hospitaliers d'addictologie. L'objectif principal est la régulation de la consommation.
Après un bilan concernant le trouble addictif et les troubles physiques et psychiques du patient, le moyen thérapeutique principal est la psychothérapie cognitivo-comportementale.
Chez l'adolescent, la consultation est étendue aux parents qui sont informés, conseillés, soutenus et rassurés. Il peut être proposé une thérapie familiale. Les interventions familiales s'articulent autour de principes sur le rôle des parents : soutien auprès de l'adolescent (amour et lien), relation de supervision (connaissance et contrôle des activités), guides et limites (règles et valeurs familiales), offre d'un modèle d'avis éclairés et de prise de décision, environnement extra-familial offrant encouragements et stimulations.

### Dans le monde
À l'instar du Slow Food, le « slow movement »  prône une transition culturelle vers le ralentissement de notre rythme de vie. De nombreux ouvrages, relayés par les médias, donnent des recettes pour apprendre à se déconnecter et prévenir les risques liés à l'hyperconnexion.
Dans certains cas, mais pas tous, l'utilisation excessive de l'ordinateur peut rendre Internet inintéressant. En 2005, la journaliste Sarah Kershaw mentionne dans le journal américain New York Times, que « c'est le professeur Kiesler qui désigne l'addiction à Internet comme étant une dépendance ». Selon son point de vue, l'addiction à la télévision est bien pire. Elle ajoute qu'elle fait une étude sur les grands consommateurs d'Internet, et montre que ceux-ci ont considérablement limité leur temps pour y accéder, indiquant que ce problème pouvait se résoudre de lui-même.
Selon le type d'addiction à Internet, les traitements incluent le filtrage d'Internet et la psychothérapie cognitivo-comportementale,,,. Les principales raisons pour qu'Internet instaure une telle emprise sont le manque de limites et l'absence de responsabilité.
Des familles, en République populaire de Chine, se sont tournées vers des camps d'éducation qui offrent de « sevrer » leurs enfants, souvent adolescents, face à l'utilisation excessive d'Internet. Les méthodes de ces camps entraînèrent la mort, recensée, d'au moins un adolescent. En novembre 2009, le gouvernement chinois bannit la punition physique concernant l'interdiction d'Internet sur les adolescents. La sismothérapie a déjà été bannie.

## Stratégies des créateurs d'applications
Nir Eyal explique dans son livre Hooked : How to Build Habit-Forming Products une liste de principes de manipulation, utilisée par les concepteurs d’applications : « Les récompenses variables sont l’un des outils les plus puissants que les entreprises utilisent pour accrocher les utilisateurs. La recherche montre que le corps sécrète d’importantes quantités de dopamine dès lors que le cerveau s’attend à une récompense. Or l’introduction de la variabilité multiplie l’effet, créant un état de chasse frénétique, qui inhibe les zones du cerveau associées au jugement et à la raison, tout en activant celles associées au désir et à l’exercice de la volonté. ».

## Filmographie
- Les malades du web (adolescents chinois), Envoyé spécial, la suite, Ann Loussouarn, 2011[67].
- Web Junkie (en), documentaire sorti en 2013[68]